# Moczara sierpowata
Moczara sierpowata (Dichelyma falcatum Hedw.) – gatunek mchu należący do rodziny zdrojkowatych.

## Rozmieszczenie geograficzne
Występuje głównie w regionach górskich i w tajdze, a jego zasięg występowania ograniczony jest do holarktyki. Najliczniejsze stanowiska ma na Półwyspie Fennoskandzkim, w Kanadzie, Stanach Zjednoczonych oraz w Rosji. W Polsce również odnotowano występowanie tego gatunku.

## Morfologia
Pokrój

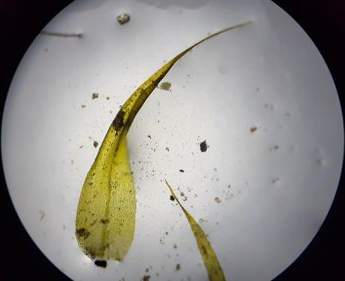
Listek

Rośliny osiągają od 5 do 15 cm wysokości, są zielone, żółte lub żółto-brązowe.
Gametofit
Listki mają od 3 do 6 mm długości, od 0,8 do 1,3 mm szerokości oraz przyjmują lancetowaty kształt. Są gęsto upakowane, a łodyżka jest słabo widoczna. Łodyżka zabarwiona jest na czerwonobrązowo, brązowo lub czarniawo.
Sporofit
Sety osiągają długość od 1 do 1,5 cm. Zarodnie mają kształt podłużny i cylindryczny i mają długość od 1 do 2 mm, a zarodniki mierzą od 12 do 14 µm.

## Ekologia
Gatunek występuje w wilgotnych miejscach, wzdłuż brzegów jezior i rzek, w okresowo zalewanych dolinach cieków oraz w lasach bagiennych. Rośnie na skałach, głazach, a także na pniach i korzeniach drzew oraz krzewów. 
Mech ten zazwyczaj rośnie w jednorodnych skupiskach, rzadziej razem z innymi gatunkami mchów.

## Status i ochrona
W Czerwonej księdze gatunków zagrożonych Międzynarodowej Unii Ochrony Przyrody uznawany jest za gatunek najmniejszej troski (LC – Least Concern).
Gatunek objęty jest w Polsce ochroną ścisłą od 2004 r. Jego status ochronny potwierdzony został w Rozporządzeniu Ministra Środowiska z dnia 9 października 2014 w sprawie ochrony gatunkowej roślin.